# Nogomet na OI 1920.
Nogomet na Olimpijskim igrama u Antwerpenu 1920. godine uključivao je natjecanja samo u muškoj konkurenciji. Natjecalo se ukupno 14 momčadi.
U finalnoj utakmici između Belgije i Čehoslovačke zabilježen je incident. Češki igrači su nezadovoljni suđenjem te prijetnjama i pritiscima brojnih belgijskih vojnika u publici odlučili napustiti teren kod vodstva Belgijanaca 2:0. Češki službeni protesti nisu uvaženi i oni su diskvalificirani, te je Belgijancima dodijeljena zlatna medalja. Da bi se odredili dobitnici srebra i bronce održan je dodatni turnir od preostalih polufinalista, s tim da je momčad Francuske već otišlia s Igara pa ju je zamijenila momčad Španjolske. Španjolci su na kraju došli do srebra iako su ranije već ispali u četvrtfinalu.

## Osvajači medalja
| Zlato | Srebro | Bronca |
| --- | --- | --- |
| Belgija Jean De Bie Armand Swartenbroeks Oscar Verbeeck Joseph Musch Emile Hanse André Fierens Louis Van Hege Henri Larnoe Mathieu Bragard Robert Coppee Désiré Bastin Félix Balyu Fernand Nisot Georges Hebdin | Španjolska Ricardo Zamora Pedro Vallana Jeanguenat Mariano Arrarate Juan Artola Agustín Sancho Ramón Equiazábal Francisco Pagazaurtunduo Félix Sesúmaga Patricio Arabolaza Rafael Moreno Domingo Acedo José María Belauste Josep Samitier Luis Otero Joaquín Vázquez Sabino Bilbao Ramón "Moncho" Gil Silverio Izaguirre | Nizozemska Richard Macneill Henri Léonard Barthélémi Denis Léonard François Gérard Bosschart Johannes Daniel De Natris Evert Jan Bulder Bernardus Groosjöhan Jan Leendert Van Dort Oscar Emile Van Rappard Herman Carel Felix Clothilde Von Heyden Adrianus Gerardus Bieshaar Bernard Willem Jan Verweij Frederik Carel Kuipers Hermanus Hendricus Steeman Jacob Eise Bulder |